# WWE NXT 챔피언십
WWE NXT 챔피언십(WWE NXT Championship) 은 WWE의 챔피언십이다.
2012년 WWE의 루키 육성 프로젝트 NXT 시즌6에서 신설된 타이틀로, WWE 러와 스맥다운의 선수들과 NXT의 루키들에게 기회를 주기 위해 신설되었다.
2012년 7월 26일 녹화에서 진행된 토너먼트 결승전에서 세스 롤린스가 초대 챔피언에 등극한다.

## 역대 타이틀 명칭
| 타이틀 명칭      | 연도     |
| ---------------- | -------- |
| WWE NXT 챔피언십 | 2012년 ~ |

## 기록들
- 초대 챔피언 : 세스 롤린스
- 최장수 챔피언 : 애덤 콜 (403일)
- 최단 기간 챔피언 : 캐리언 크로스 (3일)
- 최다 챔피언 : 사모아 조 (3회)
- 최중량급 챔피언 : 키스 리 (145kg)
- 최경량급 챔피언 : 핀 베일러 (86kg)
- 최고령 챔피언 : 사모아 조 (42세 158일)
- 최연소 챔피언 : 보 댈러스 (22세 364일)

## 역대 챔피언
- 세스 롤린스 (초대 챔피언)
- 빅 E 랭스턴
- 보 댈러스
- 에이드리안 네빌
- 새미 제인
- 케빈 오웬스
- 핀 베일러
- 사모아 조
- 나카무라 신스케
- 바비 루드
- 드루 매킨타이어
- 안드라데 시엔 알마스
- 알리스터 블랙
- 토마소 참파
- 조니 가가노
- 애덤 콜
- 키스 리
- 캐리언 크로스
- 브론 브레이커
- 돌프 지글러
- 카멜로 헤이즈
- 일리야 드라구노프
- 트릭 윌리엄스
- 이덴 페이지
- 오바 페미 (현 챔피언)

## 같이 보기
- NXT
- WWE 챔피언십
- WWE 유니버셜 챔피언십
- 월드 헤비웨이트 챔피언십 (WWE, 2023)
- 월드 헤비웨이트 챔피언십 (WWE, 2002~2013)
- WCW 월드 헤비웨이트 챔피언십
- AEW 월드 챔피언십
- ECW 월드 헤비웨이트 챔피언십
- TNA 월드 챔피언십
- RoH 월드 헤비웨이트 챔피언십
- GFW 글로벌 챔피언십